# Parcs provinciaux de la Colombie-Britannique
Les parcs provinciaux de la Colombie-Britannique sont gérés par l'agence BC Parks du ministère de l'Environnement de cette province. L'agence gère aussi les aires protégées, les aires de conservation, les aires de loisir et les réserves écologiques.
Plusieurs parcs provinciaux, d'aires protégées et de réserves écologiques des Îles Gulf ont été transférés en 2005 pour former la réserve de parc national des Îles-Gulf.

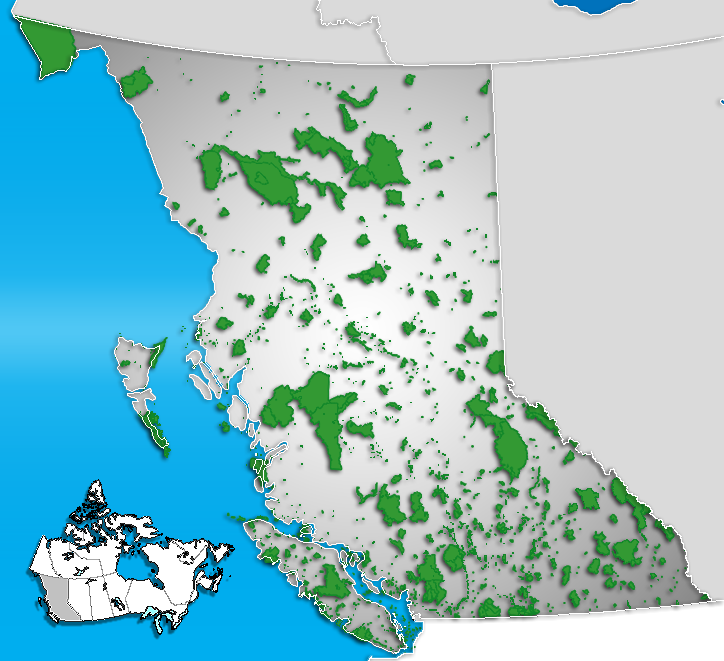
Localisation des parcs nationaux et provinciaux en Colombie-Britannique

## Parc provinciaux

### A et B
- Adams Lake
- Akamina-Kishinena
- Pont Alexandra (Alexandra Bridge)
- Alice Lake
- Allison Lake
- Anderson Bay
- Anderson Flats
- Anhluut'ukwsim Laxmihl Angwinga'asanskwhI Nisga'a
- Anstey-Hunakwa
- Apodaca
- Arbutus Grove
- Arctic Pacific Lakes
- Arrow Lakes
- Arrowstone
- Artlish Caves
- Atlin
- Babine Mountains
- Babine River Corridor
- Bamberton
- Banana Island
- Bear Creek
- Bear Glacier
- Bearhole Lake
- Beatton
- Beatton River
- Beaumont
- Beaver Creek
- Bedard Aspen
- Bellhouse
- Big Bar Lake
- Big Creek
- Bijoux Falls
- Birkenhead Lake
- Bishop River
- Blackcomb Glacier
- Blanket Creek
- Blue Earth Lake
- Blue River Black Spruce
- Blue River Pine
- Bobtail Mountain
- Bocock Peak
- Bodega Ridge
- Bonaparte
- Boothman's Oxbow
- Border Lake
- Boulder Creek
- Boundary Creek
- Bowron Lake
- Boya Lake
- Boyle Point
- Brackendale Eagles
- Brandywine Falls
- Bridal Veil Falls
- Bridge Lake
- Bromley Rock
- Browne Lake
- Buccaneer Bay
- Buckinghorse River Wayside
- Bugaboo
- Bulkley Junction
- Bull Canyon
- Burges and James Gadsden
- Burgoyne Bay
- Burns Lake
- Butler Ridge

### C et D
- Caligata Lake
- Call Lake
- Callaghan Lake
- Canal Flats
- Canim Beach
- Cape Scott
- Cariboo Mountains
- Cariboo Nature
- Cariboo River
- Carmanah Walbran
- Carp Lake
- Castle Rock Hoodoos
- Cathedral
- Champion Lakes
- Charlie Lake
- Chase
- Chasm
- Chemainus River
- Chilliwack Lake
- Chilliwack River
- Choquette Hot Springs
- Christie Memorial
- Christina Lake
- Chu Chua Cottonwood
- Cinnemousun Narrows
- Claud Elliott
- Clayoquot Arm
- Clayoquot Plateau
- Clendinning
- Close-to-the-Edge
- Cody Caves
- Coldwater River
- Collinson Point
- Columbia Lake
- Conkle Lake
- Coquihalla Canyon
- Cornwall Hills
- Coste Rocks
- Cottonwood River
- Cowichan River
- Crooked River
- Crowsnest
- Cultus Lake
- Cummins Lakes
- Cypress
- Dahl Lake
- Dala-Kildala Rivers Estuaries
- Darke Lake
- Davis Lake
- Dawley Passage
- Denetiah
- Diana Lake
- Dionisio Point
- Downing
- Drewry Point
- Driftwood Canyon
- Drumbeg
- Dry Gulch
- Duffey Lake
- Dune Za Keyih

### E et F
- Eagle Bay
- Eakin Creek Canyon
- Eakin Creek Floodplain
- East Pine
- E. C. Manning
- Echo Lake
- Ed Bird–Estella Lakes
- Edge Hills
- Elephant Hill
- Elk Falls
- Elk Lakes
- Elk Valley
- Ellison
- Emar Lakes
- Emory Creek
- Enderby Cliffs
- Eneas Lakes
- English Lake
- Englishman River Falls
- Entiako
- Epper Passage
- Epsom
- Erg Mountain
- Erie Creek
- Eskers
- Ethel F. Wilson Memorial
- Evanoff
- Exchamsiks River
- F.H. Barber
- Fillongley
- Finger-Tatuk
- Finlay-Russel
- Finn Creek
- Fintry
- Flat Lake
- Flores Island
- Foch-Gilttoyees
- Fort George Canyon
- Fossli
- Francis Point
- Francois Lake
- Fraser River
- French Beach

### G et H
- Gabriola Sands
- Garibaldi
- Gilnockie
- Gilpin Grasslands
- Gitnadoiks River
- Gladstone
- Goat Range
- Gold Muchalat
- Golden Ears
- Goldpan
- Goldstream
- Gordon Bay
- Gowlland Tod
- Graham-Laurier
- Granby
- Graystokes
- Great Glacier
- Green Lake
- Greenstone Mountain
- Grohman Narrows
- Gwillim Lake
- Hai Lake–Mount Herman
- Halkett Bay
- Hamber
- Harbour Dudgeon Lakes
- Harry Lake Aspen
- Haynes Point
- Heather-Dina Lakes
- Height of the Rockies
- Helliwell
- Hemer
- Herald
- Hesquiat Lake
- Hesquiat Peninsula
- High Lakes Basin
- Hitchie Creek
- Hole in the Wall
- Homathko Estuary
- Horne Lake Caves
- Horneline Creek
- Horsefly Lake
- Hyland River

### I et J
- Indian Arm
- Inkaneep
- Inland Lake
- Iskut River Hot Springs
- Itcha Ilgachuz
- Jackman Flats
- Jackpine Remnant
- James Chabot
- Jewel Lake
- Jimsmith Lake
- Joffre Lakes
- John Dean
- Johnstone Creek
- Juan de Fuca
- Junction Sheep Range
- Juniper Beach

### K et L
- Kakwa
- Kalamalka Lake
- Kekuli Bay
- Kennedy Lake
- Kennedy River Bog
- Kentucky Alleyne
- Keremeos Columns
- Kianuko
- Kickininee
- Kikomun Creek
- Kilby
- Kinaskan Lake
- Kin Beach
- King George VI
- Kingfisher Creek
- Kiskatinaw
- Kitsumkalum
- Kitwanga Mountain
- Kleanza Creek
- Kledo Creek
- Kluskoil Lake
- Kokanee Creek
- Kokanee Glacier
- Koksilah River
- Kootenay Lake
- Kotcho Lake Village
- Kwadacha Wilderness
- Lac La Hache
- Lac Le Jeune
- Lac Lakelse
- Lac Swan et rivière Kispiox
- Lakelse Lake Wetlands
- Lanz & Cox Islands
- Lava Forks
- Lawn Point
- Liard River Corridor
- Liard River Hot Springs
- Little Qualicum Falls
- Lockhart Beach
- Lockhart Creek
- Loveland Bay
- Lower Nimpkish
- Lower Skeena River
- Lower Tsitika River

### M et N
- Mabel Lake
- MacMillan
- Main Lake
- Malaspina
- Mara
- Marais du lac Lakelse
- Marble Canyon
- Marble Range
- Marble River
- Marl Creek
- Martha Creek
- Maxhamish Lake
- McConnell Lake
- McDonald Creek
- Mehatl Creek
- Memory Island
- Meziadin Lake
- Milligan Hills
- Miracle Beach
- Mitlenatch Island Nature
- Moberly Lake
- Momich Lakes
- Monashee
- Monck
- Monkman
- Mont Assiniboine
- Mont Robson
- Mont Terry Fox
- Monte Creek
- Monte Lake
- Moose Valley
- Morden Colliery Historic
- Morrissey
- Morton Lake
- Mount Blanchet
- Mount Edziza
- Mount Elphinstone
- Mount Fernie
- Mount Geoffrey Escarpment
- Mount Griffin
- Mount Maxwell
- Mount Pope
- Mount Richardson
- Mount Savona
- Mount Seymour
- Moyie Lake
- Mud Lake Delta
- Mudzenchoot
- Muncho Lake
- Murrin
- Muscovite Lakes
- Myra-Bellevue
- Nahatlatch
- Naikoon
- Nairn Falls
- Nalbeelah Creek Wetlands
- Nancy Greene
- Nation Lakes
- Nazko Lake
- Netalzul Meadows
- Nickel Plate
- Nicolum River
- Nilkitkwa Lake
- Nimpkish Lake
- Ningunsaw
- Niskonlith Lake
- Nitinat River
- Norbury Lake
- North Thompson Islands
- North Thompson Oxbows East
- North Thompson Oxbows Jensen Island
- North Thompson Oxbows Manteau
- North Thompson River
- Northern Rocky Mountains
- Nuchatlitz
- Nuntsi

### O et P
- Okanagan Falls
- Okanagan Lake
- Okanagan Mountain
- Okeover Arm
- Omineca
- One Island Lake
- Oregon Jack
- Otter Lake
- Owyacumish River
- Paarens Beach
- Painted Bluffs
- Paul Lake
- Peace Arch
- Peace River Corridor
- Pennask Creek
- Pennask Lake
- Petroglyph
- Pillar
- Pilot Bay
- Pinecone Burke
- Pine Le Moray
- Pink Mountain
- Pine River Breaks
- Pinnacles
- Porcupine Meadows
- Porpoise Bay
- Porteau Cove
- Premier Lake
- Pritchard
- Prophet River Hot Springs
- Prophet River Wayside
- Prudhomme Lake
- Ptarmigan Creek
- Pukeashun
- Puntchesakut Lake
- Purcell Wilderness Conservancy
- Purden Lake
- Pure Lake
- Pyramid Creek Falls

### Q et R
- Quatsino
- Raft Cove
- Rainbow Alley
- Rathtrevor Beach
- Read Island
- Rearguard Falls
- Red Bluff
- Redfern-Keily
- Rendezvous Island South
- Roberts Creek
- Roberts Memorial
- Roche Lake
- Roderick Haig-Brown
- Rolley Lake
- Roscoe Bay
- Rosebery
- Rosewall Creek
- Ross Lake
- Rubyrock Lake
- Ruckle
- Ruth Lake
- Ryan

### S et T
- Sabine Channel
- Saltery Bay
- Sandwell
- Sargeant Bay
- Sasquatch
- Scatter River Old Growth
- Schoen Lake
- Schoolhouse Lake
- Seeley Lake
- Seton Portage Historic
- Seven Sisters
- Shannon Falls
- Shuswap Lake
- Shuswap River Islands
- Sikanni Chief Falls
- Sikanni Old Growth
- Silver Beach
- Silver Lake
- Silver Star
- Simson
- Sir-Alexander-Mackenzie
- Skagit Valley
- Skihist
- Skookumchuck Narrows
- Skookumchuck Rapids
- Sleeping Beauty Mountain
- Slim Creek
- Small River Caves
- Smelt Bay
- Smith River Falls–Fort Halkett
- Sooke Mountain
- Sooke Potholes
- South Texada Island
- Sowchea Bay
- Spatsizi Headwaters
- Spatsizi Plateau Wilderness
- Spectacle Lake
- Spider Lake
- Spipiyus
- Sproat Lake
- Squitty Bay
- St. Mary's Alpine
- Stagleap
- Stamp River
- Stawamus Chief
- Steelhead
- Stein Valley Nlaka'pamux
- Stemwinder
- Stikine River
- Stone Mountain
- Strathcona
- Strathcona-Westmin
- Stuart River
- Sue Channel
- Sugarbowl–Grizzly Den
- Sukunka Falls
- Sulphur Passage
- Summit Lake
- Sun-Oka Beach
- Surge Narrows
- Sustut
- Sutherland River
- Swan Lake
- Swan Lake Kispiox River
- Sydney Inlet
- Syringa
- Tahsish-Kwois
- Tantalus
- Tatlatui
- Tatshenshini-Alsek
- Taweel
- Taylor Arm
- Taylor Landing
- Teakerne Arm
- Ten Mile Lake
- Tetrahedron
- Three Sisters Lakes
- Thunder Hill
- Toad River Hot Springs
- Todagin South Slope
- Top of the World
- Topley Landing
- Tranquil Creek
- Trembleur Lake
- Trepanier
- Tribune Bay
- Truman Dagnus Locheed
- Ts'ilʔos
- Tsintsunko Lakes
- Tudyah Lake
- Tunkwa
- Tuya Mountains
- Tweedsmuir North
- Tweedsmuir South
- Tyhee Lake

### U à Z
- Uncha Mountain Red Hills
- Upper Adams River
- Upper Lillooet
- Upper Seymour River
- Upper Violet Creek
- Valhalla
- Vargas Island
- Vaseux Lake
- Victor Lake
- Wakes Cove
- Walhachin Oxbows
- Walloper Lake
- Walsh Cove
- Wapiti Lake
- Wardner
- Wasa Lake
- Weewanie Hot Springs
- Wells Gray
- West Arm
- West Lake
- West Shawnigan Lake
- West Twin
- Weymer Creek
- Whiskers Point
- White Lake
- White Pelican
- White Ridge
- White River
- Whiteswan Lake
- Windermere Lake
- Wire Cache
- Wistaria
- Woss Lake
- Wrinkly Face
- Yahk
- Yard Creek

## Parc provinciaux marins
- Adams Lake
- Babine Lake
- Big Bunsby
- Bligh Island
- Broughton Archipelago
- Catala Island
- Codville Lagoon
- Copeland Islands
- Cormorant Channel
- Desolation Sound
- Discovery Island
- Dixie Cove
- Echo Bay
- Garden Bay
- Gibson
- God's Pocket
- Green Inlet
- Hardy Island
- Harmony Islands
- Ha'thayim
- Jackson Narrows
- Jedediah Island
- Kitson Island
- Klewnuggit Inlet
- Little Andrews Bay
- Lowe Inlet
- Mansons Landing
- Maquinna
- Montague Harbour
- Newcastle Island
- Octopus Islands
- Oliver Cove
- Penrose Island
- Pirates Cove
- Plumper Cove
- Princess Louisa
- Princess Margaret
- Rebecca Spit
- Rock Bay
- Rugged Point
- Sandy Island
- Santa Gertrudis–Boca del Infierno
- Sechelt Inlets
- Shuswap Lake
- Small Inlet
- Smuggler Cove
- Stuart Lake
- Takla Lake
- Thurston Bay
- Union Passage
- Wallace Island
- Whaleboat Island

## Aires protégées

### A à L
- Anarchist
- Bearhole Lake
- Brent Mountain
- Brim River
- Buse Lake
- Cathedral
- Chinchaga Lakes
- Chukachida River
- Churn Creek
- Close-to-the-Edge
- Craig Headwaters
- Damdochax
- Duck Lake
- Dune Za Keyih
- Dunn Peak
- Ekwan Lake
- Finlay-Russel
- Fintry
- Foch-Gilttoyees
- Foster Arm
- Giscome Portage Trail
- Greenbush Lake
- Hay River
- Holliday Creek Arch
- Homathko River–Tatlayoko
- Jesse Falls
- Kakwa
- Kalamalka Lake
- Kiskatinaw River
- Kitsumkalum Lake North
- Klin-se-za
- Klua Lakes
- Lac du Bois Grasslands
- Liard River Corridor
- Lower Raush
- Lundmark Bog

### M à Z
- Maxhamish Lake
- Nahatlatch
- Nechako Canyon
- Omineca
- Pitman River
- Portage Brule Rapids
- Prevost Island
- Ptarmigan Creek
- Purcell Wilderness Conservancy
- Seven Sisters
- Sikanni Chief Canyon
- Six Mile Hill
- Snowy
- South Okanagan Grasslands
- Spruce Lake
- Sugarbowl–Grizzly Den
- Sustut
- Sutherland River
- Swan Creek
- Thinahtea
- Tweedsmuir North
- Upper Raush
- Vaseux
- West Twin
- White Lake Grasslands

## Aires de conservation
- Alty
- Bishop Bay–Monkey Beach
- Crab Lake
- Fiordland
- Hakai Luxvbalis
- Huchsduwachsdu Nuyem Jees/Kitlope Heritage
- K’distsausk–Turtle Point
- K'lgaan-Klekane
- K'nabiyaaxl-Ashdown
- K'ootz-Khutze
- K’wall
- Ktisgaidz–MacDonald Bay
- Lax Kwil Dziidz Fin
- Aire de conservation de Moksgm’ol–Chapple–Cornwall
- Q’altanaas-Aaltanhash
- Shearwater Hot Springs
- Stair Creek

## Réserves écologiques

### A à F
- Aleza Lake
- Ambrose Lake
- Anne Vallee
- Atlatzi River
- Baeria Rocks
- Ballingall Islets
- Baynes Island
- Bednesti Lake
- Beresford Island
- Big Creek
- Big White Mountain
- Blackwater Creek
- Blue/Dease Rivers
- Bowen Island
- Bowser
- Browne Lake
- Buck Hills Road
- Burnt Cabin Bog
- Byers/Conroy/Harvey/Sinnett Islands
- Campbell Brown
- Canoe Islets
- Cardiff Mountain
- Catherine Creek
- Cecil Lake
- Charlie Cole Creek
- Chasm
- Checleset Bay
- Chickens Neck Mountain
- Chilako River
- Chilliwack River
- Chunamon Creek
- Cinema Bog
- Clanninick Creek
- Claud Elliott Creek
- Clayhurst
- Cleland Island
- Columbia Lake
- Comox Lake Bluffs
- Cougar Canyon
- Dewdney and Glide Islands
- Doc English Bluff
- Drizzle Lake
- Drywilliam Lake
- Duke of Edinburgh
- East Redonda Island
- Ellis Island
- Evans Lake
- Field's Lease
- Fort Nelson River
- Francis Point
- Fraser River

### G à L
- Galiano Island
- Gamble Creek
- Gilnockie Creek
- Gingietl Creek
- Gladys Lake
- Goosegrass Creek
- Grayling River Hot Springs
- Haley Lake
- Haynes' Lease
- Heather Lake
- Honeymoon Bay
- Hudson Rocks
- Ilgachuz Range
- Katherine Tye
- Kingcome River/Atlatzi River
- Kingfisher Creek
- Klanawa River
- Klaskish River
- Kotcho Lake
- Ladysmith Bog
- Lasqueti Island
- Lepas Bay
- Lew Creek
- Lily Pad Lake
- Liumchen

### M à R
- Mackinnon Esker
- Mahoney Lake
- Mara Meadows
- McQueen Creek
- Megin River
- Meridian Road
- Misty Lake
- Moore/McKenney/Whitmore Islands
- Morice River
- Mount Derby
- Mount Elliott
- Mount Griffin
- Mount Maxwell
- Mount Sabine
- Mount Tinsdale
- Mount Tuam
- Mount Tzuhalem
- Narcosli Lake
- Nechako River
- Nimpkish River
- Ningunsaw River
- Nitinat Lake
- Oak Bay Islands
- Ospika Cones
- Parker Lake
- Patsuk Creek
- Pitt Polder
- Portage Brule Rapids
- Race Rocks
- Ram Creek
- Raspberry Harbour
- Robson Bight
- Rolla Canyon
- Rose Islets
- Rose Spit
- Ross Lake

### S à Z
- San Juan Ridge
- San Juan River Estuary
- Sartine Island
- Satellite Channel
- Sikanni Chief River
- Skagit River Cottonwoods
- Skagit River Forest
- Skagit River Rhododendrons
- Skeena River
- Skihist
- Skwaha Lake
- Smith River
- Soap Lake
- Solander Island
- Stoyoma Creek
- Sunbeam Creek
- Sutton Pass
- Tacheeda Lakes
- Tahsish River
- Takla Lake
- Ten Mile Point
- Torkelsen Lake
- Tow Hill
- Tranquille
- Trial Islands
- Trout Creek
- Tsitika Mountain
- Tsitika River
- University of British Colombia Endowment Lands
- Upper Shuswap River
- Vance Creek
- Vladimir J. Krajina
- Westwick Lake
- Whipsaw Creek
- Williams Creek
- Woodley Range
- Yale Garry Oak

## Aires de loisir
- Atlin
- Cascade
- Coquihalla Summit
- Kettle River
- Mount Edziza